# Gare de Boughezoul
La gare de Boughezoul est une gare ferroviaire algérienne située sur le territoire de la commune de Boughezoul, dans la wilaya de Médéa.

## Situation ferroviaire
Établie à une altitude de 652 m, la gare est située au point kilométrique (PK) 132 de la ligne de Tissemsilt à M'Sila, où elle est précédée de la Gare de Chahbounia et suivie de celle de Birine. Elle est en outre située sur la ligne de Boughezoul à Laghouat, dont elle est le point de départ ((PK) 0 de la ligne) et où elle est suivie de la gare de Aïn Oussara.
| \| Boughezoul Chahbounia Médéa \| Localisation de la gare de Boughezoul dans la wilaya de Médéa. |
| Boughezoul Chahbounia Médéa                                                                      |

## Histoire
La gare est mise en service le 26 décembre 2022 lors de l'inauguration de la ligne de Tissemsilt à M'Sila.

## Service des voyageurs

### Desserte
La gare de Boughezoul est desservie par les trains régionaux des liaisons :
- Bordj Bou Arreridj - Tissemsilt[3],[4].
- Boughezoul - Laghouat.

C'est également une gare de marchandises.

## Galerie

Sélection de vues la gare
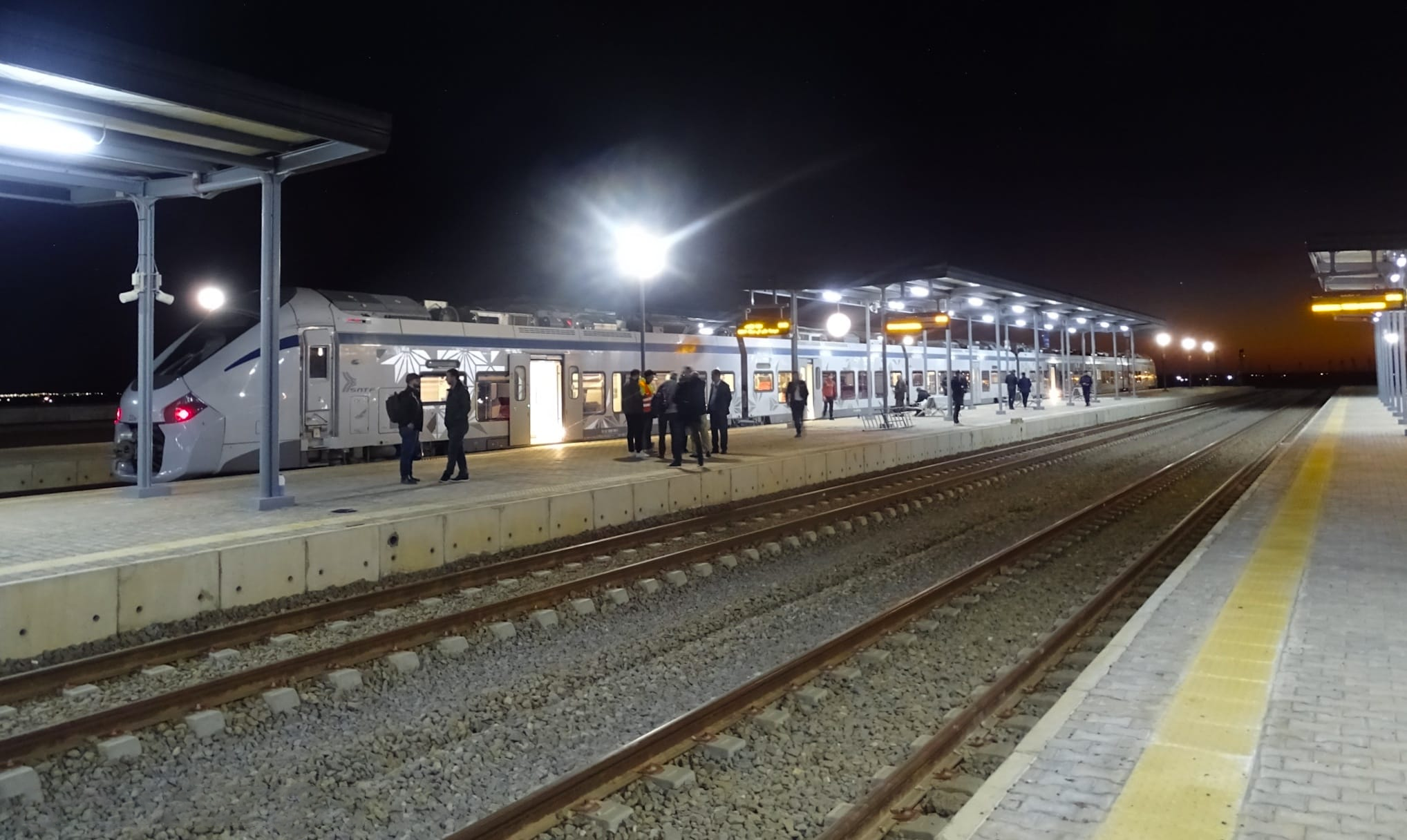
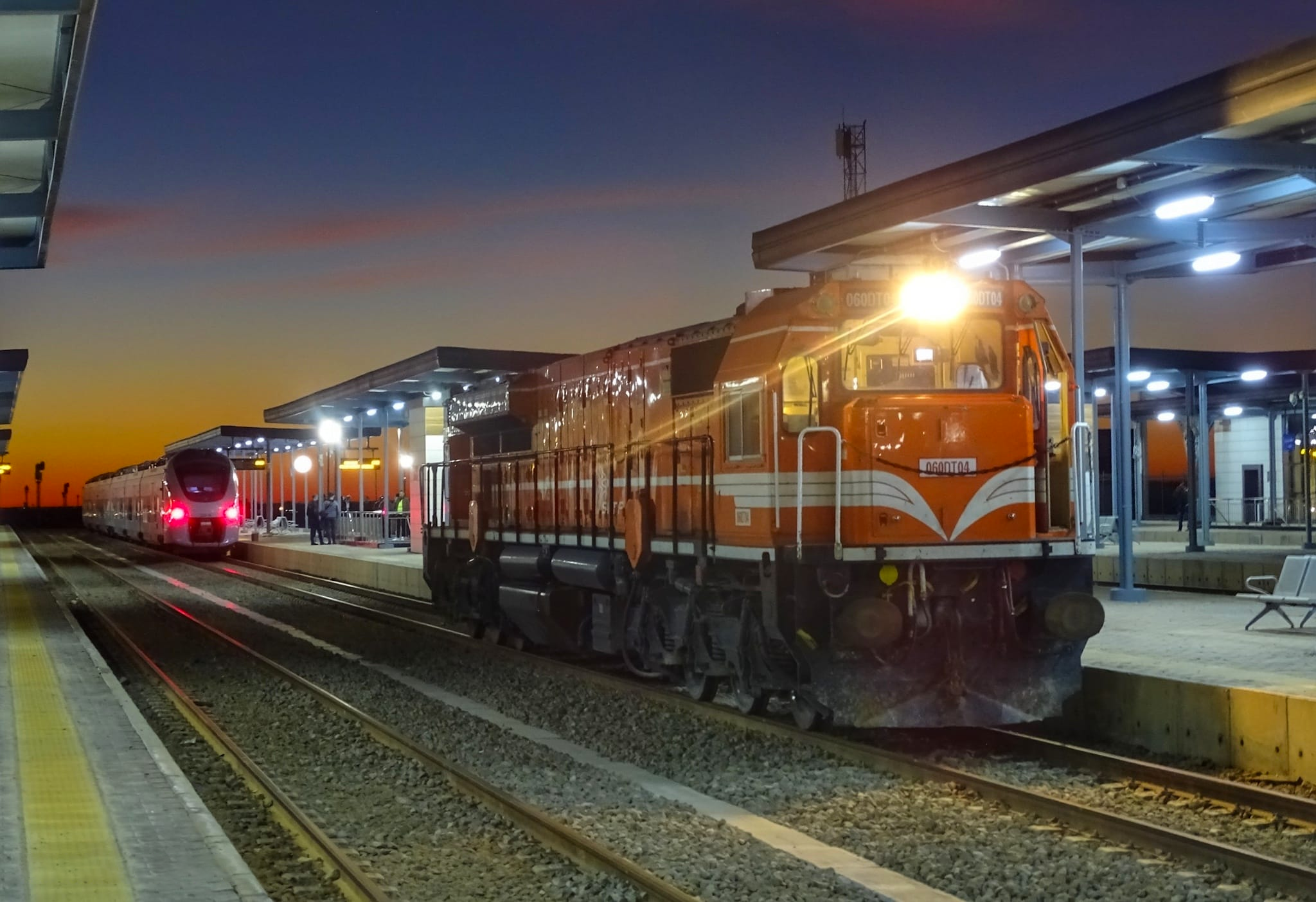
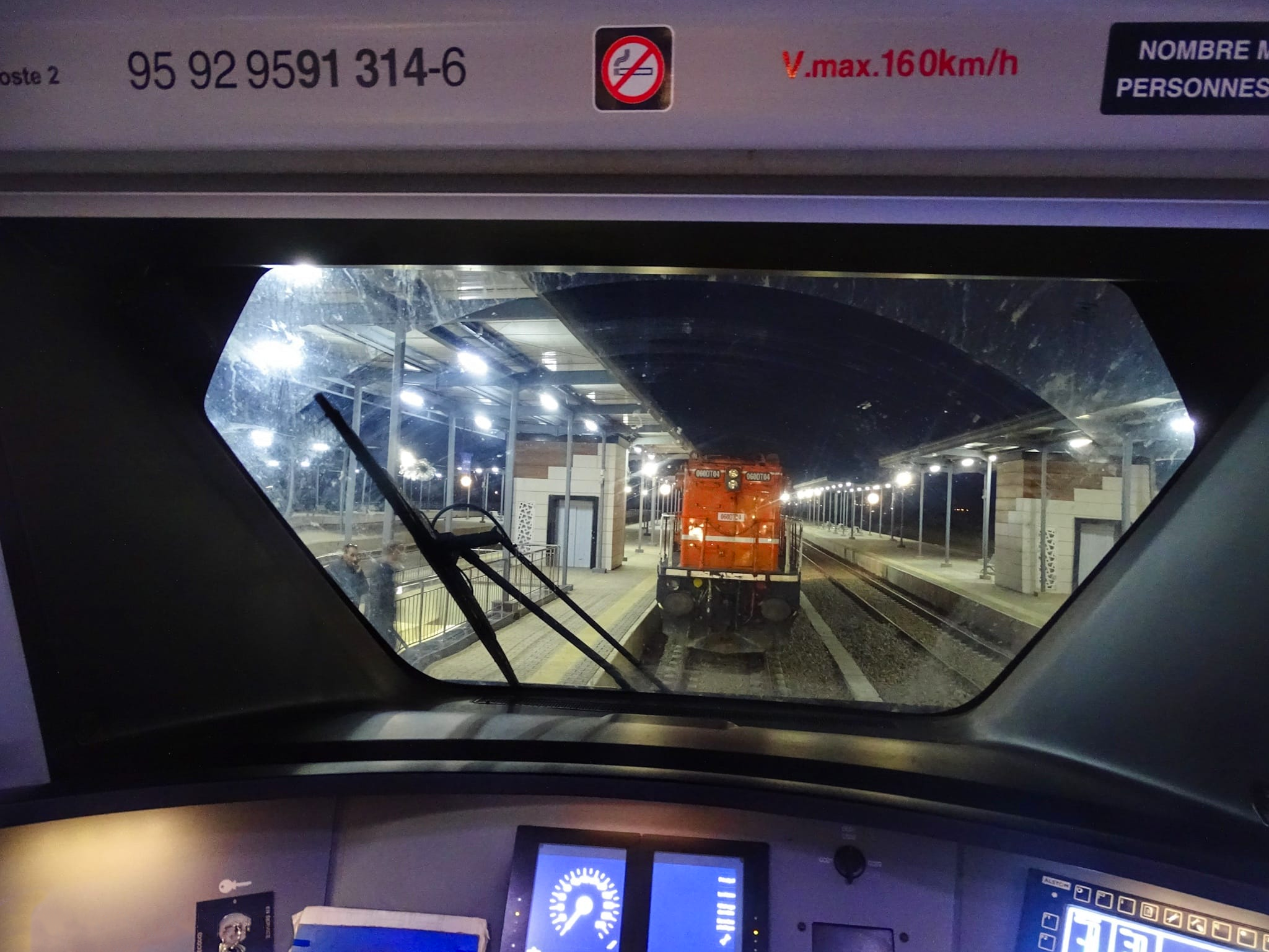